# Зорина, Наталья Александровна
Наталья Александровна Зорина (28 августа 1946, РСФСР, СССР — 23 мая 2021, Москва, Россия) — советская киноактриса и манекенщица.

## Биография
Родилась 28 августа 1946 года в семье отца—военного и матери—актрисы.
В 1966—1968 годах училась в Школе-студии МХАТ. Впервые начала сниматься в кино ещё во времена учёбы, с 1962 года. В двух картинах сыграла главные роли, пробовалась также на главную роль в фильме «Семь стариков и одна девушка». В 1960—1970-е годы снималась в популярной телепередаче «Кабачок „13 стульев“» в роли пани Кристины. В 1973 году, после рождения дочери, когда Зориной было 27 лет, она вместе с мужем и ребёнком переехала жить в Париж. После возвращения на родину, в Москву, работала манекенщицей в доме моделей на Кузнецком Мосту, затем — в доме моделей на Сретенке, где работала как манекенщица и режиссёр-постановщик, отложив актёрскую деятельность.
Ушла из жизни 23 мая 2021 года в Москве.

### Критика
- Ждём тебя, парень

Так что комсомольская богиня Наташенька (Н. Зорина), смесь женственности и деловитости, строгих глаз и сверхкороткой юбочки 
— журнал «Советский экран», 1972

## Фильмография
1. 1962 — Карусель (короткометражный) — Она — главная роль
2. 1962 — Венский лес (короткометражный) — Наташка (нет в титрах)
3. 1962 — Люди и звери / Menschen und Tiere — гостья (нет в титрах)
4. 1964 — Всё для вас — сотрудница института океанографии, работает с Пирожковыми в лаборатории водорослей (нет в титрах)
5. 1964 — Морозко — деревенская девушка
6. 1965 — Дети Дон Кихота — Валя, сокурсница, соседка и бывшая возлюбленная Димы Бондаренко
7. 1965 — Лебедев против Лебедева — Света
8. 1966 — Скверный анекдот — невеста мечты Пралинского (нет в титрах)
9. 1969 — Последние каникулы — искусствовед из Москвы
10. 1969 — Та самая ночь — эпизод
11. 1970 — Риск — Мария, младший лейтенант, советская разведчица, радистка — главная роль
12. 1972 — Ждём тебя, парень — Наташа, комсорг (озвучила Мария Виноградова) — главная роль
13. 1972 — Пётр Рябинкин — Наташа
14. 1972 — Человек на своём месте — Марина, подруга Клары, молодой архитектор
15. 1973 — Здесь наш дом — Леночка
16. 1973 — Семнадцать мгновений весны (5-я и 12-я серии) — горничная в особняке посольства США (в титрах Н. Зорина)

## Издательства
- Фёдор Раззаков. Жизнь замечательных времен: шестидесятые. 1968. Том II. — Litres, 2023-07-18. — 747 с. — ISBN 978-5-04-562847-1.
- Советский экран: двухдневный иллюстрированный журнал. — Союз работников кинематогрофии СССР, 1970. — 486 с.